# Baby you're a haunted house
«Baby you're a haunted house» es una canción del cantante estadounidense Gerard Way. Fue publicada como sencillo el viernes 26 de octubre de 2018.
La prensa en general se ha referido a la canción como un «sencillo de Halloween», mientras que la revista Rolling Stone la describe como «una saturada canción de power pop».
En la grabación participó en el bajo el hermano de Gerard, Mikey Way, así como Tom Rasulo (batería) e Ian Fowles (guitarra adicional).

## Inspiración y contenido
En una declaración, Way dijo que escribió la canción «acerca de todos nuestros fantasmas y demonios interiores, y [acerca de] cómo se siente estar enamorado y tener que lidiar con tu propio espectáculo de horror interno. Intenté de verdad no sobrecavilar sobre ella, ya que realmente quería comenzar a sacar música de nuevo al mundo y compartir mi arte».
Gerard Way también afirmó que la casa embrujada de la carátula del sencillo «fue confeccionada por un creador de modelos llamado Damien Webb, y como que me inspiró para publicar la canción para Halloween, ya que parecía concordante con la celebración».

## Promoción

### Videoclip
El videoclip fue filmado por Claire Marie Vogel, quien antes ya había trabajado con My Chemical Romance, mientras que la idea original fue de Mikey Way. Este dijo —durante la grabación del bajo— que imaginaba «un video como de esos viejos dibujos animados de monstruos de los años sesenta con músicos moviendo el pie y moviéndose como los Beatles al ritmo de la canción».